# Đurđevac (Croatie)
Pour les articles homonymes, voir Đurđevac.
Đurđevac est une ville et une municipalité située à l'ouest de la Slavonie, dans le Comitat de Koprivnica-Križevci, en Croatie. Au recensement de 2001, la municipalité comptait 8 862 habitants, dont 98,38 % de Croates et la ville seule comptait 6 616 habitants.

## Localités
La municipalité de Đurđevac compte 9 localités : 
| - Budrovac - Čepelovac - Đurđevac - Grkine - Mičetinac | - Sjeverovci - Sirova Katalena - Suha Katalena - Sveta Ana |

## Personnalités
- Boris Braun (1920-2018), professeur d'université croate, survivant de la Shoah, né à Đurđevac, et nommé citoyen d'honneur de Đurđevac en 2005.